# Hawkingovo zračenje
Hawkingovo zračenje je oblik zračenja crnog tijela koje pretpostavljeno ispuštaju crne rupe zbog kvantnomehaničkih fenomena u blizini horizonta događaja crne rupe. Zračenje je nazvano prema britanskom fizičaru Stephenu Hawkingu koji je još 1974. godine teoretski pretpostavljao postojanje ovakve vrste zračenja. Jacob Bekenstein je, uz Hawkinga, također pretpostavljao kako crne rupe imaju konačnu entropiju.
Hawking je započeo rad na teoriji nakon posjeta Moskvi 1973. gdje su mu sovjetski znanstvenici Jakov Zeldovič i Aleksej Starobinsky dokazali da bi, prema kvantnomehaničkom načelu neodređenosti, crne rupe s kutnim zamahom trebale stvarati i emitirati čestice. Hawkingovo zračenje umanjuje masu i energiju crne rupe pa se pretpostavlja da je odgovorno i za isparavanje crnih rupa. Manje crne rupe emitiraju više Hawkingova zračenja od većih, pa bi trebale brže ispariti.

## Objašnjenje

### Kvantne fluktuacije
Heisenbergovo načelo neodređenosti predstavlja set nejednakosti među kojima nikad ne možemo s jednakom preciznošću izračunati vrijednost dvaju komplementarnih varijabli. Jedna takva nejednakost postoji između parova energija - vrijeme, gdje preciznije određenje jedne varijable vodi ka manje preciznom određenju druge varijable, prema jednadžbi {\textstyle \Delta E\cdot \Delta t\geq {\frac {\hbar }{2}}}. To praktično znači da vakuum nije apsolutno prazan prostor bez čestica, jer uvijek mora postojati količina energije od barem  {\textstyle 3.31\cdot 10^{-34}J\cdot s} Kako bi se to ostvarilo u apsolutnom vakuumu, događaju se kvantne fluktuacije.
Kako bi se održala nejednakost Heisenbergove neodređenosti, nasumično se iz energije vakuuma stvaraju virtualni, kvantno spregnuti parovi čestica - antičestica gdje antičestica ima obrnute karakteristike od čestice. Na primjer, elektron ima masu 9.109×10−31 kg, naboj od -1 e, spin 1/2 i paritet od +1. Njegova antičestica, pozitron ima masu -9.109×10−31 kg (i time negativnu ukupnu energiju, jer vrijedi E=mc2, naboj od +1 e, spin 1/2 i paritet od -1. Nakn stvaranja, parovi postoje jako kratko vrijeme, prije no što se njihovi naboji i mase privuku, i čestice se anihiliraju. Anihilacija uvijek završava izbojem velikih količina energije u svemir, čime je održan zakon očuvanja energije

### Crna rupa
Kad se kvantne fluktuacije dogode u blizini crne rupe (ali izvan horizonta događaja), crna rupa privlači česticu negativne energije, te čestica svojom negativnom masom i energijom "poništi" dio mase i energije crne rupe. Kad se to dogodi, vanjskom promatraču izgleda kao da je crna rupa izbacila česticu čiji je parnjak privukla. Zakon očuvanja energije ovdje i dalje vrijedi, jer je crna rupa usisavši antičesticu izgubila istu količinu energije koju je čestica preuzela iz svemira, i ne može ju vratiti jer više ne može doći do anihilacije.